# Unterland (Württemberg)

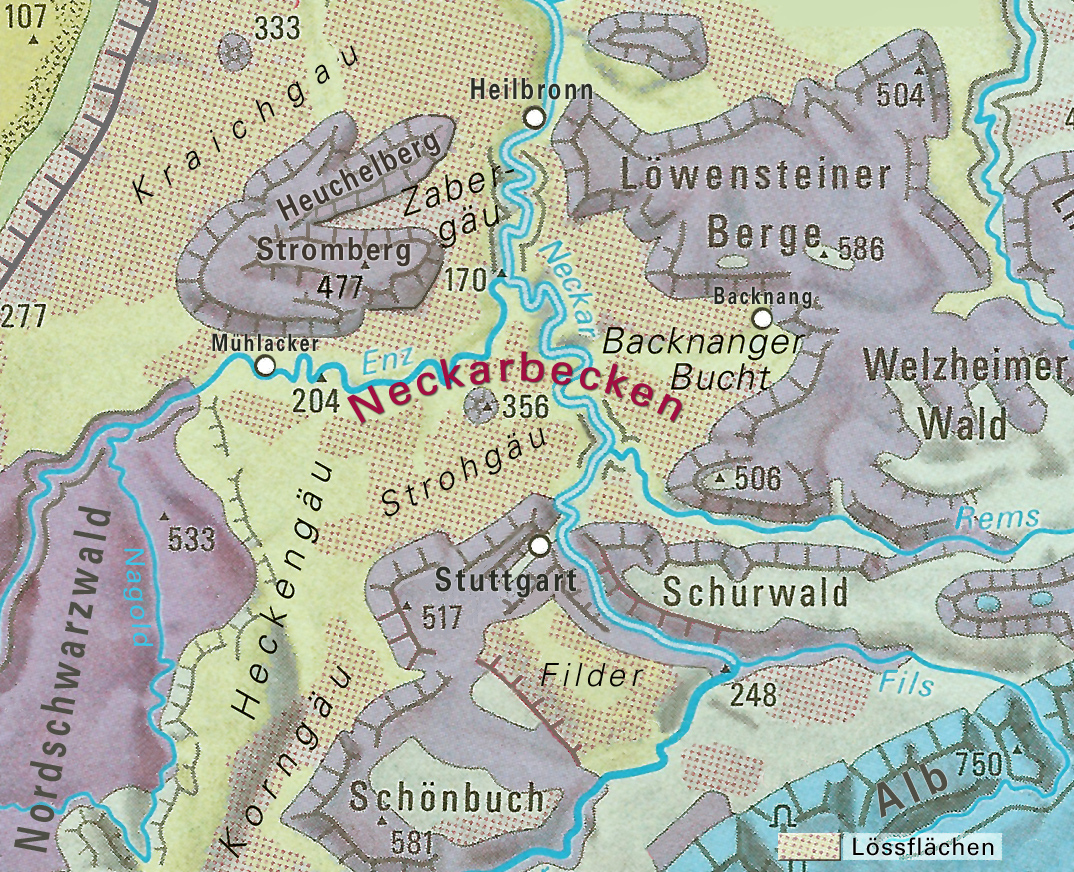
Ursprünglich bildete das Neckarbecken den Kern des Unterlands. In der Geographie werden alle von Alb und Schwarzwald eingerahmten Gäulandschaften zum württembergischen Unterland gezählt

Als Unterland bezeichnet man im nördlichen Bereich Württembergs heute meist die ehemals fränkische Gegend um Heilbronn. Auf der Schwäbischen Alb und im Schwarzwald versteht man hingegen unter Unterland wie in der Wissenschaft die vom Neckar ausgeräumten tieferen Lagen des südwestdeutschen Schichtstufenlands.

## Standortabhängige Definitionen
Es ist nicht genau definiert, wie weit sich das Heilbronner Unterland jeweils erstreckt. Es umfasst jedenfalls das gesamte Heilbronner Becken und seine wichtigsten Seitentäler, also die Gegend zwischen Lauffen am Neckar im Süden und Gundelsheim im Norden sowie zwischen Löwenstein im Osten und Schwaigern im Westen.
Je nach Blickwinkel bzw. Standort des Betrachters werden aber auch die ursprünglich fränkischen Teile des Landkreises Ludwigsburg nördlich des Aspergs oder das gesamte Neckarbecken und der Stuttgarter „Kessel“ zum Unterland gezählt. Denn die Bezeichnung Unterland leitet sich ursprünglich von der Verwaltungseinteilung im Herzogtum Württemberg her, wo einige Verwaltungszweige räumlich in ein Land ob der Steig (Oberland) und ein Land unter der Steig (Unterland) gegliedert waren. Die besagte Steig, die den Übergang markierte, war die Alte Weinsteige in Stuttgart.
In seinem geographischen Standardwerk Süddeutschland bezeichnete Robert Gradmann (Stuttgart 1931) hingegen das gesamte „Neckarland“ als Unterland: „Innerhalb Württembergs [...] wendet der wissenschaftliche Sprachgebrauch den im Volksmund ziemlich unbestimmten und verschieden angewendeten Ausdruck Unterland seit langem auf das Neckarland in unserem Sinne an und stellt ihn dem Schwarzwald, der Alb und Oberschwaben gegenüber.“ In diesen Regionen wird die wissenschaftliche Unterland-Definition bis heute auch im Volksmund verwendet.
Im Stuttgarter und Heilbronner Raum wurde der Begriff Unterland im Laufe der Zeit nur noch auf die Gegend um Heilbronn bezogen. Er wird heute beispielsweise in den Namen Heilbronner Veranstaltungen wie der langjährigen Unterland-Schau oder bis 2015 dem Unterländer Volksfest verwendet. Die 2006 gegründete Tourismusgemeinschaft Heilbronner Land vermarktet einen Teil des Unterlands, nämlich den Stadt- und den Landkreis Heilbronn, im Bereich des Fremdenverkehrs allerdings unter der Marke Heilbronner Land.
Im Weinbau bezeichnet Württembergisch Unterland den größten von insgesamt sechs Bereichen im Weinbaugebiet Württemberg. Auch dieses Gebiet bezieht den Norden des Landkreises Ludwigsburg mit ein.
Bekannt geworden ist das Unterland auch durch das Lied Drunten im Unterland (Unterländers Heimweh), dessen Text Gottfried Weigle 1835 verfasste, das auf eine überlieferte schwäbische Melodie gesungen und von Friedrich Silcher bearbeitet und verbreitet wurde.